# ユースケース図
ユースケース図（ユースケースず）とは、UMLで定義されている図のうちの1つである。スウェーデンの計算機科学者イヴァー・ヤコブソンは、エリクソンでソフトウェア機能要求を特定するためにユースケースを考案した（ユースケース図）。

## 概要

ユースケース図

システムに対する要件を特定するために使用される。
システムには、どのようなアクタ(利用者)が存在するのか、
それぞれのアクタはどういった操作(ユースケース)をするのかを記述できる。
一般的に、ユースケース図はシステムの要求を定義する際に利用される。